# Stegana uniformis
Stegana uniformis är en tvåvingeart som beskrevs av Malloch 1924. Stegana uniformis ingår i släktet Stegana och familjen daggflugor.
Artens utbredningsområde är Costa Rica. Inga underarter finns listade i Catalogue of Life.